# Бад Кук
Бад Кук (англ. Bud Cook, 20 листопада 1907, Кінгстон — 13 листопада 1993) — канадський хокеїст, що грав на позиції центрального нападника.
Наймолодший з братів Куків Білла та Бана.

## Ігрова кар'єра
Професійну хокейну кар'єру розпочав 1928 року.
Протягом професійної клубної ігрової кар'єри, що тривала 20 років, захищав кольори команд «Бостон Брюїнс», «Оттава Сенаторс» та «Сент-Луїс Іглс». Загалом провів 51 гру в НХЛ, забивши 5 шайб і набравши 9 очок. 
Більшість кар'єри провів виступаючи за клуб «Клівленд Баронс» (ІХЛ).